# Szent Mór (11. század)
Pécsi Szent Mór, illetve pannonhalmi Szent Mór (1000 körül – 1070 körül) bencés szerzetes, később pécsi püspök.

## Pannonhalmán
Gyermekkorában került Pannonhalmára, a bencés szerzetesek nevelték. Ebből valószínűsíthető, hogy magyar szülők gyermeke. Felnőve a szerzetesi életet választotta, a Maurus, Mór nevet kapja a rendben. Ő az egyik első magyar származású bencés.
Szent Imre herceg legendájából tudjuk, hogy Szent Márton hegyén volt benedekrendi szerzetes. Amikor Imre egyik látogatásakor a testvéreket csókkal köszöntötte, Mórt hét csókkal illette, jelezve ezzel, hogy egészen tiszta, önmegtartóztató életet él. 
Fiatalon, körülbelül 30 éves korában lett apát. Élénk kapcsolatot tartott fenn a Nyitra melletti Zobor-hegyi monostorral.

## Pécsett

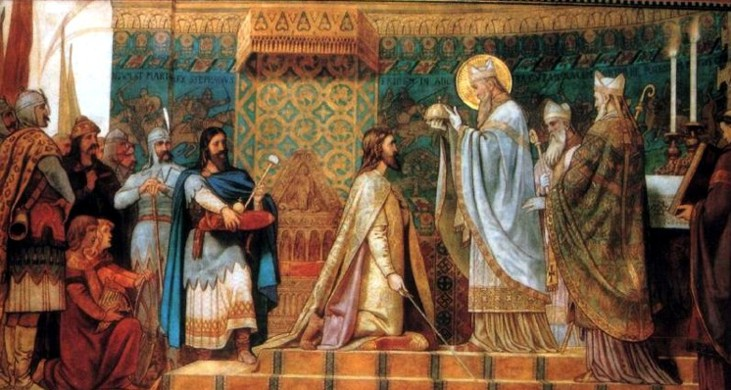
Székely Bertalan: I. Endre megkoronázása

Az Annales Posonienses évbejegyzése szerint Szent István hívására 1036-tól a pécsi egyházmegye második püspöke lett. Szent Gellérttel és társaival ellentétben az 1046-os Vata-féle pogánylázadáskor neki nem esett baja. I. András koronázásakor egyike volt a szertartást végző három püspöknek. Mór kézírását olvashatjuk a tihanyi apátság alapítólevelén (1055). Feltételezhető, hogy jelen volt 1061-ben Szekszárdon az apátság alapításánál, és két évre rá ő temette ugyanott el I. Béla királyt. 1064-ben Pécsett békült ki egymással Salamon és Géza királyfi. A béke után ő koronázta Salamont királlyá. Ebben az időszakban írta meg az első magyar legendát Szent Zoerárd (Szórád) Andrásról és Szent Benedekről, az ún. Zobor-hegyi remetékről.
A 15. századból származó misekönyvek szentként említik, illetve martirologiumokban szerepel a neve, ezért az akkori pécsi püspök kérésére Boldog IX. Piusz pápa 1848. augusztus 4-én jóváhagyta, és megerősítette a pécsi egyházmegyében kialakult nyilvános tiszteletét, XI. Piusz pápa pedig 1925. december 4-én az egyházmegye társvédőszentjévé nyilvánította. Ünnepe: október 25.

## Emlékezete

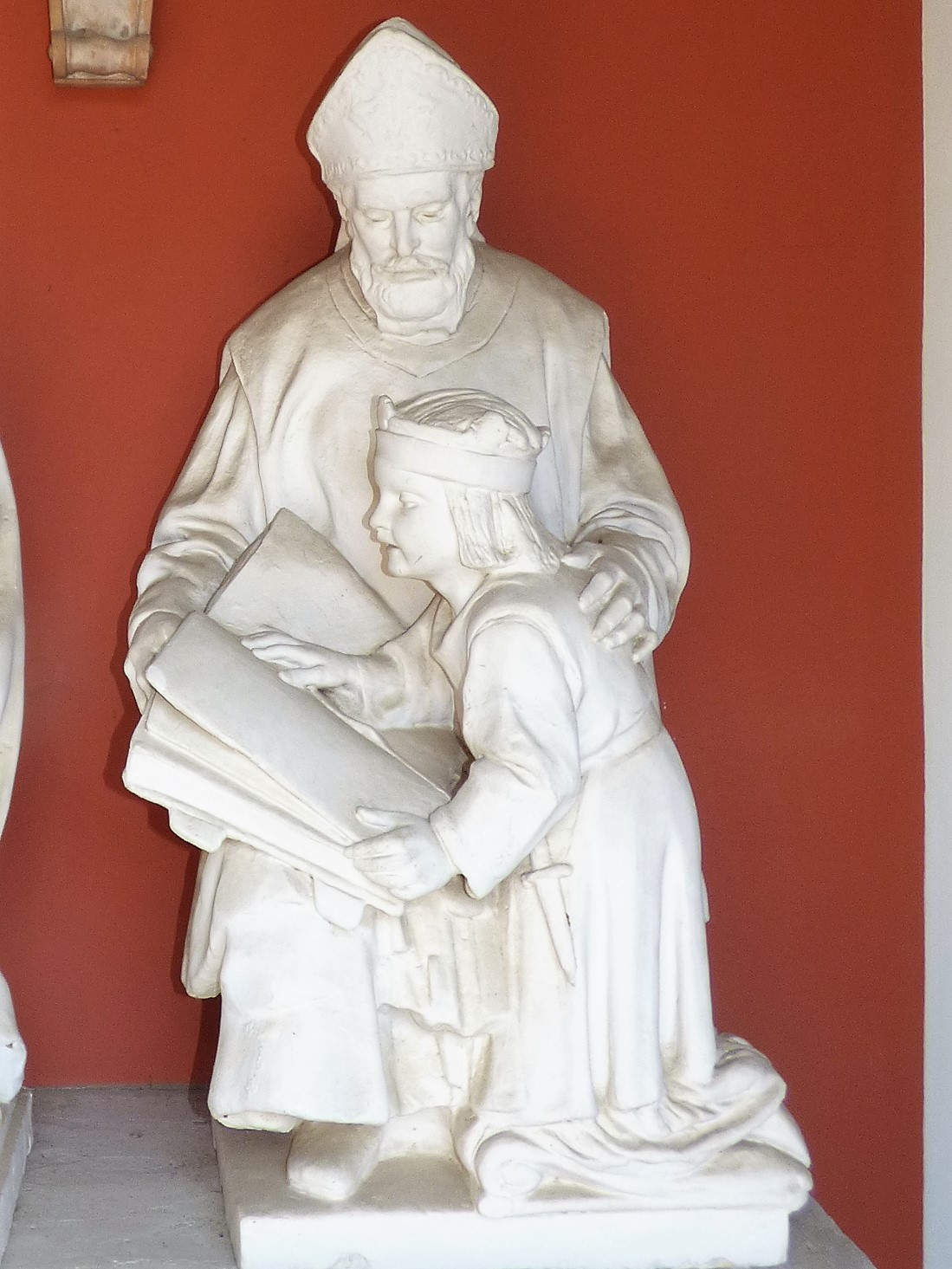
Boldog Mór püspök és Szent Imre szobra a székesfehérvári Bory-várban, Bory Jenő alkotása

Pannonhalmán, a főapátság területén szobor őrzi emlékét, az apátságtól nem messze pedig egy kilátó viseli a nevét (Magasság: 264 m. É. sz. 47° 32,8420'  K. h. 17° 45,8570' ). Pécsett utca, a székesegyházban és a Gyertyaszentelő Boldogasszony (Belvárosi) plébániatemplomban kápolna, a bazilikától nem messze pedig katolikus iskolacentrum viseli nevét (mindegyik esetben Szent Mór a titulus). Annak idején a helyi Erzsébet Tudományegyetem egyik kollégiumát is őróla nevezték el. Ő a titulusa Kozármisleny 1970–71-ben épült plébániatemplomának.
Ugyancsak szobor őrzi az emlékét a székesfehérvári Bory-várban, Bory Jenő kompozícióján a püspök a még gyermek Szent Imre herceg társaságában látható.
A Magyar Bencés Kongregáció 2016-os átszervezése után, az immáron önálló perjelségként működő győri bencés szerzetesközösség Mórt választotta védőszentjének. Így létrejött a Szent Mór Bencés Perjelség.

### Filmen
Koltay Gábor 2001-ben bemutatott Sacra Corona című filmjében többször is szerepel.